# Scouts et Guides de France
Scout et Guides de France (in sigla: SGdF), è la più grande associazione di scautismo e guidismo in Francia. È nata, il 1º settembre 2004, dalla fusione di due associazioni preesistenti: la Guides de France (GdF, fondata nel 1923) e la Scouts de France (SdF, fondata nel 1920). L'SGdF appartiene all'Organizzazione mondiale del movimento scout (WOSM o OMMS), all'Associazione mondiale guide ed esploratrici (WAGGGS o AMGE) ed alla Fédération du scoutisme français (SF). Il centro nazionale dell'associazione è situato presso il castello di Jambville, 50 km a nord-ovest di Parigi.
L'SGdF sostiene 62.000 giovani membri e 14.000 volontari in 924 gruppi locali ed è attiva nella rinascita dello scautismo in Ucraina, Bielorussia e nel suo rafforzamento in Polinesia Francese. 

## Metodo e proposta educativa

### Pedagogia
Il progetto educativo dell'SGdF propone "alle ragazze ed ai ragazzi uno spazio che soddisfa il loro bisogno di sognare, di agire, di riuscire con successo nei loro progetti, di vivere in comunità, per dare un senso alla loro vita" e li invita a divenire "cittadini del mondo, attenti e responsabili".
Questo progetto propone quindi quattro punti di progresso. Lo sviluppo complessivo di ogni giovane è rivolto verso:
- costruire la propria personalità
- educare i ragazzi e le ragazze
- vivere insieme
- abitare il pianeta in modo responsabile.

In sostanza, il progetto educativo racchiude i seguenti punti:
- ogni giovane è un individuo unico, che crescerà al proprio ritmo, con dei punti di riferimento, radicato nel mondo di oggi
- l'SGdF si propone di educare i ragazzi e le ragazze, come parte di una "coeducazione basata sulla pedagogia in considerazione delle differenze e delle diversità tra i sessi"
- il movimento vuole una comunità aperta ("il movimento è aperto a tutti, senza elitismo, senza distinzione di cultura, credo o origine sociale"), a livello locale, sulla società, sul mondo. Nel suo funzionamento, la vita della squadra è l' "unità di base dello scautismo"
- in risposta alla chiamata di Baden-Powell ("Lascia il mondo migliore di come l'hai trovato"), L'SgdF scelgono di vivere nel mondo reale, e affermare che può essere modificato attraverso e per l'uomo, per la pace. La vita in natura, l'azione locale, la visione universale, sono complementari
- riconosciuto come un movimento educativo della Chiesa cattolica in Francia, il movimento è coinvolto attivamente nella pastorale giovanile delle diverse diocesi. Allo stesso modo, per la Conferenza internazionale cattolica dello scautismo (CICS) e per la Conferenza internazionale cattolica del guidismo (CICG), la Scouts de France e la Guides de France rappresentavano luoghi di scambi, incontri, condivisione e studio nel campo della formazione religiosa e della vita nella Chiesa. Entrambe erano riconosciute da entrambe le due associazioni mondiali dello scautismo (WOSM e WAGGGS) e dalla Santa Sede come organizzazione internazionale cattolica.

### La legge
L'attuale legge scout di riferimento per l'SGdF, depositata presso le due associazioni mondiali dello scautismo (WOSM e WAGGGS), non che è una riscrittura della legge che padre Jacques Sevin aveva scritto per il movimento SdF, è la seguente:
1. Dice la verità ed agisce con coerenza.

2. È affidabile e sa a fidarsi degli altri.

3. Va di fronte agli altri e forgia legami di fratellanza con gli scout e le guide di tutto il mondo.

4. Utilizza le risorse con saggezza.

5. Affronta le sfide con ottimismo.

6. Partecipa nella costruzione di un mondo di giustizia e di pace.

7. Ama e protegge la creazione.

8. Vive con energia e prende iniziative.

9. Accoglie la Buona Novella attraverso i suoi atti di servizio verso gli altri.

10. È maestro (responsabile) delle sue parole, delle sue azioni e del suo pensiero.»

## Organizzazione

### Branche

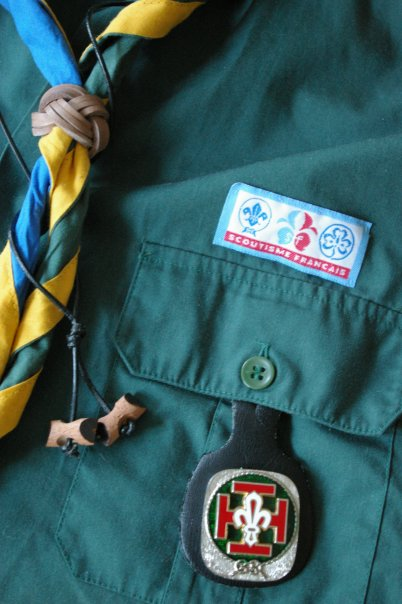
Una camicia SGdF.

Ereditate nel 1964 dalle riforme del SdF e GdF, sono quattro le branche dell'odierna Scouts et Guides de France, che corrispondono alle età dei componenti:
- Dagli 8 agli 11 anni: la "Louveteaux et Jeannettes"  fusione delle branche "Jeannettes" (GdF) e "Louveteaux et louvettes" (SdF). Questi portano una camicia arancione.I bambini che provano il settore nautico di questa branca sono chiamati "Moussaillons"; anche loro portano una camicia arancione, maniche arrotolate, ed una polo a maniche lunghe a strisce blu nautico e bianco.
- Dagli 11 ai 14 anni: la "Scouts et Guides" fusione delle branche "Guides" (GdF) e "Scouts et scoutes" (SdF). Loro portano una camicia blu. I giovani che provano il settore nautico di questa branca sono chiamati "Mousses"; anche loro portano una camicia blu, maniche arrotolate, ed una polo a maniche lunghe a strisce blu nautico e bianco.
- Dai 14 ai 17 anni: la "Pionniers et Caravelles"  fusione delle branche "Caravelles" (GdF) e "Pionniers et pionnières" (SdF). Loro portano una camicia rossa. I giovani che provano il settore nautico di questa branca sono chiamati "Marins"; anche loro portano una camicia rossa, maniche arrotolate, ed una polo a maniche lunghe a strisce blu nautico e bianco, abbandonata per la camicia blu nautico SdF.
- Dai 17 ai 20 anni: la "Compagnons" fusione delle branche "Jeunes En Marche" (GdF) e "Compagnons" (SdF). Loro portano una camicia verde. Le équipes sono miste.

C'è anche una proposta per i bambini più piccoli, la "Farfadets".
Le unità "louveteaux et jeannettes", "scouts et guides" e "pionniers et caravelles" possono essere coeducate od omogenee (composte unicamente da ragazzi o ragazze). Queste unità sono seguita da un "Maîtrise", composte da "Chefs" e "Cheftaines", che portano la camicia dello stesso colore degli altri. Ci sono in generale dei giovani adulti formati grazie a specifici corsi di formazione (il movimento propone la formazione da sé). Le squadre "Compagnons" sono accompagnate da uno o due adulti (più spesso una coppia), gli "accompagnateurs compagnons". Infine i capi più importanti del movimento (responsabili dei gruppi locali, del territorio e della nazione) sono riconoscibili dalla loro camicia viola "bouton de violette".